# Dolenji Suhadol
Dolenji Suhadol este o localitate din comuna Novo mesto, Slovenia, cu o populație de 128 de locuitori.